# Juan Efraín Ojeda Ojeda
Juan Efraín Ojeda Ojeda (Chiloé, 5 de marzo de 1910) fue un obrero y político socialista chileno. Hijo de don Felipe Ojeda y María de los Ángeles Ojeda Díaz. Casado en 1943 con Elsa Rita Rodríguez Guzmán. Contrajo segundas nupcias en 1981, con Mirjana Rajcic Radic.
Estudió en la Escuela Municipal de Puerto Natales y en la Escuela Especial de Adultos de La Cisterna, en Santiago, donde terminó la Enseñanza Básica. Se desempeñó como obrero industrial ganadero en la ciudad de Puerto Natales (1922-1937). 
Fue empleado de la Caja Nacional de Ahorros, y obrero gráfico-cajista. Director del diario “El Socialista” y “El Esfuerzo” de Puerto Natales. Durante el gobierno de Arturo Alessandri, y debido a su actividad política, estuvo preso en Puerto Natales, Punta Arenas y en la cárcel de Valdivia en 1932.

## Actividades políticas
- Militante del Partido Socialista de Chile
- Dirigente de la Juventud de la colectividad.
- Dirigente del Sindicato de Campo y Frigoríficos de Puerto Natales
- Dirigente de los Obreros de Magallanes a la Organización de la Confederación de Trabajadores de Chile.
- Regidor de la Municipalidad de Última Esperanza (1935-1937).
- Diputado por Magallanes, Última Esperanza y Tierra del Fuego (1937-1941).
- Miembro de la comisión de Defensa Nacional.
- Diputado por Magallanes, Última Esperanza y Tierra del Fuego (1941-1945).
- Miembro de la comisión de Asistencia Médico-Social y la de Agricultura y Colonización.
- Diputado representante de Magallanes (1945-1949).
- Miembro de la comisión de Gobierno Interior y Reglamento.
- Diputado representante de Magallanes (1949-1953).
- Miembro de la comisión de Agricultura, la de Obras Públicas y la de Trabajo y Legislación Social.
- Representante del Congreso ante el Consejo Nacional de Comercio internacional (1952).
- Miembro de la Cruz Roja.
- Encargado de negocios de Chile en Yugoslavia (1953-1956).